# Foire internationale de 1959 à Chicago
La foire internationale de 1959 (en anglais : International Trade Fair) est une foire qui s'est déroulée à Chicago au cours du mois de juillet de l'année 1959. La chambre de commerce de Chicago avec le soutien du gouvernement de la ville, a accueilli la foire internationale et de l'Exposition sur la jetée Navy (Navy Pier). Les chefs d'entreprise et les commerçants espéraient promouvoir Chicago comme un centre de commerce international et un marché pour les biens du monde. La foire a été organisée en conjonction avec l'ouverture de la voie maritime du Saint-Laurent, qui a fourni l’accès pour les navires transocéaniques de l'Atlantique via les Grands Lacs à Chicago. Pour promouvoir la foire, de nombreux kiosques d'information ont été érigés dans tout le centre-ville de Chicago.